# 火药塔

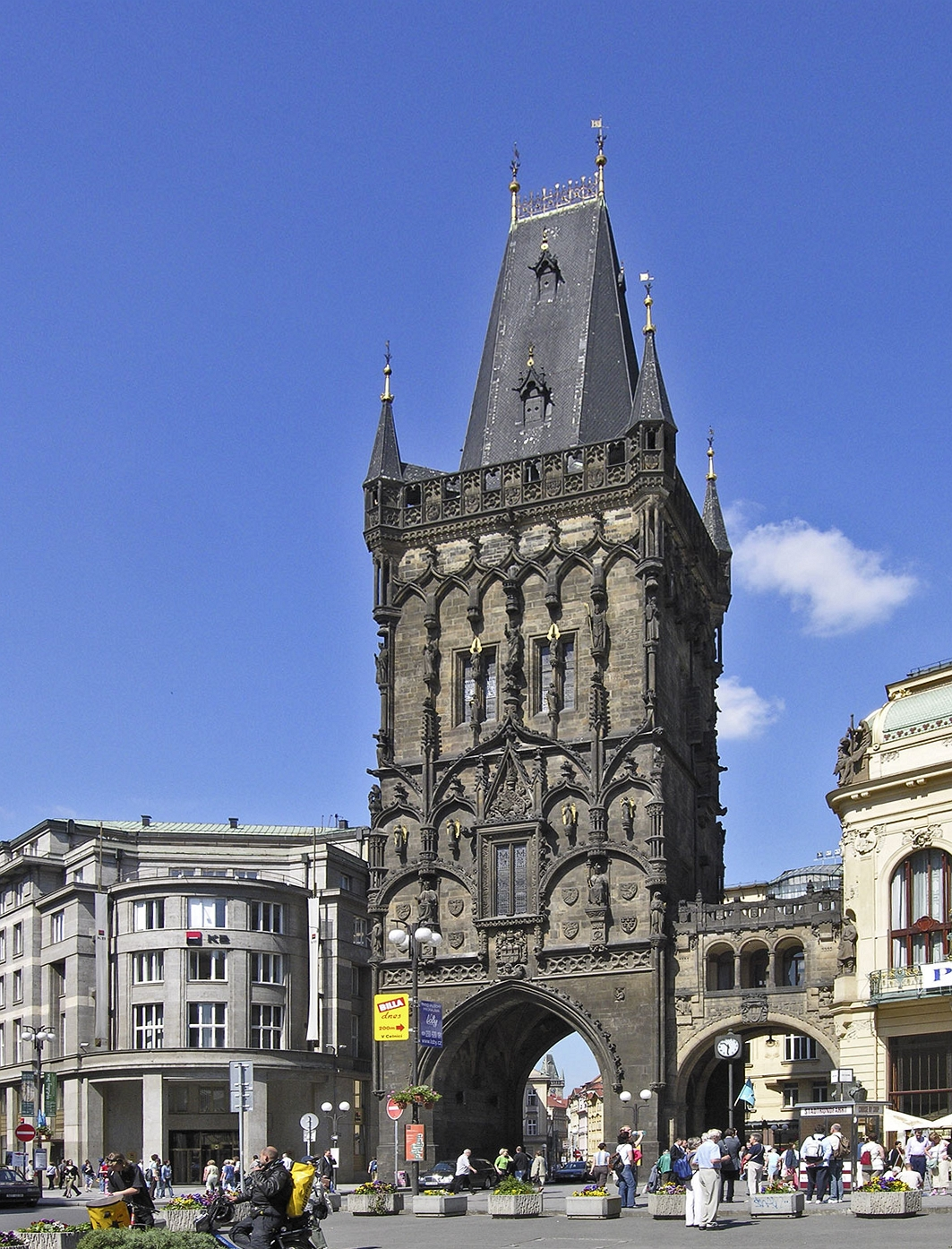
火药塔

火药塔（捷克語：Prašná brána）是捷克首都布拉格老城的一座哥特式城门，是该市的地标之一。
火药塔修建于1475年，是布拉格的13座城门之一。最初兴建时，它通过小桥连接皇宫。但是它尚未完工，在1485年，国王 Vladislav Jagellonský就将他的住处迁到了布拉格城堡。但是，火药塔对于君主们仍然重要 - 直到1836年之前，他们都要通过此门前往圣维特主教座堂加冕。
随着城市在老城墙之外的增长，火药塔的重要性降低（除了君主加冕的罕见情况）。到了17世纪，它被用作火药储存设施，因此而得名。不幸的是，在1757年，布拉格被普鲁士人占领时，城门被严重焚毁。但是，到19世纪70年代和80年代，城门终于恢复其昔日的辉煌。
火药塔由建筑师Matěj Rejsek设计，模仿了彼得帕尔莱勒为查理大桥老城桥塔所使用的设计。现在是旧城墙唯一幸存的城门。